# Glauconycteris machadoi
Glauconycteris machadoi là một loài động vật có vú trong họ Dơi muỗi, bộ Dơi. Loài này được Hayman mô tả năm 1963.